# Loma del Mirasol
Loma del Mirasol är en ort i Mexiko.   Den ligger i kommunen Misantla och delstaten Veracruz, i den sydöstra delen av landet, 240 km öster om huvudstaden Mexico City. Loma del Mirasol ligger 547 meter över havet och antalet invånare är 206.
Terrängen runt Loma del Mirasol är huvudsakligen kuperad, men åt sydost är den bergig. Terrängen runt Loma del Mirasol sluttar norrut. Runt Loma del Mirasol är det ganska tätbefolkat, med 124 invånare per kvadratkilometer. Närmaste större samhälle är Misantla, 6,2 km nordost om Loma del Mirasol. Omgivningarna runt Loma del Mirasol är en mosaik av jordbruksmark och naturlig växtlighet.